# Alison Sudol
Alison Loren Sudol, född 23 december 1984 i Seattle, är en amerikansk skådespelerska och sångerska. Hennes debutalbum One Cell in the Sea släpptes 2007. Det följdes av albumet Bomb in a Birdcage år 2009. År 2015 fick Sudol rollen som Queenie i filmen Fantastiska vidunder och var man hittar dem som hade premiär i november 2016.

## Filmografi
Film
- 1997 – Here Dies Another Day
- 2002 – The Gray in Between
- 2004 – Little Black Boot
- 2012 – The Story of Pines
- 2015 – Other People's Children
- 2016 – Fantastiska vidunder och var man hittar dem
- 2016 – Between Us
- 2018 – Fantastiska vidunder: Grindelwalds brott

Television
- 2007 – CSI: NY (1 avsnitt)
- 2014 – Transparent
- 2015 – Dig

## Diskografi
Studioalbum
- 2007 – One Cell in the Sea
- 2009 – Bomb in a Birdcage
- 2012 – Pines

Livealbum
- 2009 – A Fine Frenzy Live at the House of Blues Chicago

EP
- 2006 – Demo
- 2007 – Live in 2007
- 2007 – Live Session
- 2008 – Come On, Come Out
- 2009 – Oh Blue Christmas

Singlar (urval)
- 2007 – "Almost Lover" (US AC #23)
- 2009 – "Blow Away" (US Adult #38)